# Pietro Marchitelli
Pietro Marchitelli (* 1643 in Villa Santa Maria Provinz Chieti; † 6. Februar 1729 in Neapel) war ein italienischer Komponist und Violinist und Vertreter des neapolitanischen Barock.

## Leben und Wirken
Pietro Marchitelli, später „Petrillo“ genannt, wurde am Conservatorio di S Maria di Loreto ausgebildet und als sein Lehrer Carlo de Vincentiis starb, übernahm er dessen Posten in der königlichen Hofkapelle in Neapel. Er war auch von 1693 bis 1706 Konzertmeister am Teatro San Borromeo – somit Musiker an den beiden wichtigsten musikalischen Institutionen der Stadt. 1707 wurde er zum Schatzmeister und Vorsteher der Musiker der Königlichen Hofkapelle. Durch Charles Burneys „General History of Music“ wurde eine Begebenheit bekannt, dass Marchitelli 1702 mit seinem Orchester virtuoser gespielt haben soll als Arcangelo Corelli bei dessen Aufenthalt zu Krönungsfeierlichkeiten in Neapel, was diesen sehr gekränkt hatte, obschon Corelli sich eigens von römischen Musikern begleiten ließ. 
Pietro Marchitelli gilt als Lehrer seiner beiden Neffen Michele Mascitti und Giovanni Sebastiano Sabatino (1667–1742). Nach seinem Tode übernahm Angelo Ragazzi die Stelle des Konzertmeisters der Hofkapelle. Er starb hochgeachtet und wurde in der Kirche „San Nicola alla Carità“ in Neapel beigesetzt. In seinem Nachlass sollen sich mehrere Violinen der Familie Amati befunden haben.
Marchitelli komponierte mehrere Werke für Streicher. Stilistisch folgte er eng den Vorgaben Corellis, setzte aber bemerkenswerte Akzente in Phrasierung und Kontrapunkt. Bekannt sind 14 „Sonate a quattro“ (für drei Violinen und Basso continuo), 11 Violinsonaten und 4 Triosonaten.